# 台湾民主自治同盟中央委员会
台湾民主自治同盟中央委员会，简称台盟中央，是台湾民主自治同盟全盟代表大会选举产生的台湾民主自治同盟中央领导机构，正部级单位，2016年10月由北京市东城区景山东街20号迁至北京市朝阳区左家庄西街14号。

## 历届台盟中央

### 第一届总部理事会（1947年11月－1979年10月）
- 主席：谢雪红（1949年10月－1958年1月）
- 副主席：李纯青（1954年－1959年）
- 秘书长：杨克煌（1947年－1952年）、徐萌山（1952年－1979年）
- 常务理事：谢雪红、杨克煌、李伟光、王天强、田富达、林铿生、李纯青

### 第二届总部理事会（1979年10月－1983年12月）
- 主席：蔡啸
- 副主席：李纯青、苏子蘅、田富达
- 秘书长：徐萌山
- 常务理事：叶仁寿、田富达、沈扶、李纯青、苏新、苏子蘅、林盛中、徐萌山、蔡啸、蔡子民

### 第三届总部理事会（1983年12月－1987年11月）
- 主席：苏子蘅
- 副主席：李纯青、田富达、钱福星、林盛中
- 秘书长：徐萌山
- 常务理事：田富达、叶仁寿、叶庆耀、李纯青、苏子蘅、吴克泰、吴国祯、陈仲颐、林盛中、林田烈、徐萌山、钱福星、廖灿辉、蔡子民、蔡启运

### 第四届中央委员会（1987年11月－1992年11月）
- 名誉主席：苏子蘅
- 主席团主席：林盛中（1987年11月－1988年12月）、蔡子民（1988年12月－1992年11月）
- 主席团委员：林盛中、蔡子民、吴克泰、陈仲颐、吴国祯
- 秘书长：潘渊静
- 常务委员：叶庆耀、叶纪东、吕水深、江浓、吴克泰、吴国祯、陈木森、陈仲颐、范新发、林云、林东海、林盛中、郑励志、黄启章、温少武、廖灿辉、蔡子民、蔡启运、潘渊静、张克辉（1991年增选）

### 第五届中央委员会（1992年11月－1997年11月）
- 名誉主席：苏子蘅
- 主席：蔡子民
- 副主席：张克辉、陈仲颐、刘亦铭（1995年增选）
- 秘书长：潘渊静
- 常务委员：叶庆耀、叶纪东、江浓、杨玉辉、吴克泰、吴国祯、张克辉、陈仲颐、范新发、林东海、林盛中、郑励志、洪涛、黄启章、蔡子民、廖灿辉、潘渊静、刘亦铭（1995年增选）

### 第六届中央委员会（1997年11月－2002年12月）
- 名誉主席：蔡子民
- 主席：张克辉
- 名誉副主席：田富达、陈仲颐、李辰
- 副主席：刘亦铭、林文漪、吴国祯、李敏宽（1999年增选）
- 秘书长：李敏宽（1997年－2000年）、张华军（2000年－2002年）
- 常务委员：王琼瑛、石四箴（2000年增选）、刘亦铭、孙南雄、孙桂芬、李敏宽、吴国祯、汪毅夫、张克辉、张华军（2000年增选）、张荣国、林文漪、林东海、林盛中、陈荣驾、陈昭典、陈正统（2000年增选）、郑励志、袁柏雄、洪涛、蔡世彦

### 第七届中央委员会（2002年12月－2007年12月）
- 名誉主席：蔡子民（2003年逝世）、张克辉（2005年12月推举）
- 主席：张克辉（2002年12月－2005年12月）、林文漪（2005年12月－2007年12月）
- 名誉副主席：李辰、田富达、陈仲颐
- 副主席：刘亦铭、吴国祯、李敏宽、林文漪（2002年－2005年）、汪毅夫（2006年增选）
- 秘书长：张华军
- 常务委员：王天戈、王琼瑛、石四箴、刘亦铭、孙南雄、孙桂芬、吴国祯、张华军、张克辉（2005年辞职）、张荣国、李敏宽、汪毅夫、陈正统、陈昭典、陈蔚文、林文漪、林盛中、郑凡、蔡世彦

### 第八届中央委员会（2007年12月－2012年12月）
- 主席：林文漪
- 副主席：汪毅夫、吴国祯、陈蔚文、杨健、黄志贤
- 秘书长：张宁
- 常务委员：马克宁、王天戈、王松、叶惠丽、孙南雄、吴秀凤、吴国华、吴国祯、张宁、张华军、张泽熙、李钺锋、杨思泽、杨健、汪毅夫、连介德、陈蔚文、林文漪、郑凡、胡有清、黄志贤、蔡国雄

### 第九届中央委员会（2012年12月－2017年12月）
- 主席：林文漪
- 副主席：汪毅夫、吴国祯、陈蔚文、杨健、黄志贤、苏辉
- 秘书长：张宁
- 常务委员：王中、王松、王天戈、叶惠丽、江尔雄、江利平、吴国华、吴国祯、张宁、张泽熙、李钺锋、杨健、杨晓红、汪毅夫、苏辉、连介德、陈蔚文、林文漪、郑凡、郑建闽、胡有清、骆沙鸣、黄志贤、蔡国雄

### 第十届中央委员会（2017年12月－2022年12月）
- 主席： 苏辉（女）
- 常务副主席：李钺锋
- 副主席：杨健、张泽熙、连介德、吴国华（女）、郑建闽
- 秘书长：张宁
- 常务委员： 王二虎、王天戈、孔令智、刘艳（女）、刘朝霞（女）、江尔雄、江利平、苏辉（女）、李钺锋、李碧影（女）、杨晓红、杨健、连介德、吴国华（女）、邹振球、张泽熙、张嘉极、陈军、郑建闽、胡军、骆沙鸣、曾鲁台、潘新洋

### 第十一届中央委员会（2022年12月－）
- 主席： 苏辉（女）
- 常务副主席：李钺锋（至2024年10月[3]）
- 副主席：吴国华（女）、郑建闽、江利平、孔令智、符之冠
- 秘书长：江利平
- 常务委员：王昱、孔令智、吕少军、刘艳（女）、刘江东、江尔雄（女）、江利平、许可慰、苏辉（女）、李钺锋（至2024年10月[3]）、杨晓红（女）、吴国华（女）、邹振球、张嘉极、陈军（女，高山族）、陈椿、陈子云（女）、陈玉玲（女）、陈清莉（女）、林敏、郑建闽、符之冠、蔡欣（女）、蔡睿、潘新洋

### 引用
1. ↑  . 台湾民主自治同盟中央委员会. 2016-10-28  [2024-01-01]. （原始内容存档于2024-01-01）.
2. ↑  何虎生、李耀东、向常福 主编 (编). . 北京: 中国社会出版社. 2003. ISBN 9787800883934.
3. 1 2  . 台湾民主自治同盟中央委员会. 2024-10-14  [2025-07-09].